# فهرست سال‌ها در ارمنستان
این مقاله فهرست سال‌ها در ارمنستان می‌باشد. همچنین می‌توانید گاه‌شماری رویدادهای تاریخی ارمنستان را مشاهده نماید. برای مقالات که تنها دربارهٔ سال‌ها در ارمنستان نوشته شده است رده:ارمنستان در سال‌ها را مشاهده نماید.

## سده بیست و یکم میلادی
دهه ۲۰۱۰
۲۰۱۰
۲۰۱۱
۲۰۱۲
۲۰۱۳
۲۰۱۴
۲۰۱۵
۲۰۱۶
۲۰۱۷
۲۰۱۸
۲۰۱۹
دهه ۲۰۰۰
۲۰۰۰
۲۰۰۱
۲۰۰۲
۲۰۰۳
۲۰۰۴
۲۰۰۵
۲۰۰۶
۲۰۰۷
۲۰۰۸
۲۰۰۹

## سده بیستم میلادی
دهه ۱۹۹۰
۱۹۹۰
۱۹۹۱
۱۹۹۲
۱۹۹۳
۱۹۹۴
۱۹۹۵
۱۹۹۶
۱۹۹۷
۱۹۹۸
۱۹۹۹
دهه ۱۹۸۰
۱۹۸۰
۱۹۸۱
۱۹۸۲
۱۹۸۳
۱۹۸۴
۱۹۸۵
۱۹۸۶
۱۹۸۷
۱۹۸۸
۱۹۸۹
دهه ۱۹۷۰
۱۹۷۰
۱۹۷۱
۱۹۷۲
۱۹۷۳
۱۹۷۴
۱۹۷۵
۱۹۷۶
۱۹۷۷
۱۹۷۸
۱۹۷۹
دهه ۱۹۶۰
۱۹۶۰
۱۹۶۱
۱۹۶۲
۱۹۶۳
۱۹۶۴
۱۹۶۵
۱۹۶۶
۱۹۶۷
۱۹۶۸
۱۹۶۹
دهه ۱۹۵۰
۱۹۵۰
۱۹۵۱
۱۹۵۲
۱۹۵۳
۱۹۵۴
۱۹۵۵
۱۹۵۶
۱۹۵۷
۱۹۵۸
۱۹۵۹
دهه ۱۹۴۰
۱۹۴۰
۱۹۴۱
۱۹۴۲
۱۹۴۳
۱۹۴۴
۱۹۴۵
۱۹۴۶
۱۹۴۷
۱۹۴۸
۱۹۴۹
دهه ۱۹۳۰
۱۹۳۰
۱۹۳۱
۱۹۳۲
۱۹۳۳
۱۹۳۴
۱۹۳۵
۱۹۳۶
۱۹۳۷
۱۹۳۸
۱۹۳۹
دهه ۱۹۲۰
۱۹۲۰
۱۹۲۱
۱۹۲۲
۱۹۲۳
۱۹۲۴
۱۹۲۵
۱۹۲۶
۱۹۲۷
۱۹۲۸
۱۹۲۹
دهه ۱۹۱۰
۱۹۱۰
۱۹۱۱
۱۹۱۲
۱۹۱۳
۱۹۱۴
۱۹۱۵
۱۹۱۶
۱۹۱۷
۱۹۱۸
۱۹۱۹
دهه ۱۹۰۰
۱۹۰۰
۱۹۰۱
۱۹۰۲
۱۹۰۳
۱۹۰۴
۱۹۰۵
۱۹۰۶
۱۹۰۷
۱۹۰۸
۱۹۰۹

## سده نوزدهم میلادی
دهه ۱۸۹۰
۱۸۹۰
۱۸۹۱
۱۸۹۲
۱۸۹۳
۱۸۹۴
۱۸۹۵
۱۸۹۶
۱۸۹۷
۱۸۹۸
۱۸۹۹
دهه ۱۸۸۰
۱۸۸۰
۱۸۸۱
۱۸۸۲
۱۸۸۳
۱۸۸۴
۱۸۸۵
۱۸۸۶
۱۸۸۷
۱۸۸۸
۱۸۸۹
دهه ۱۸۷۰
۱۸۷۰
۱۸۷۱
۱۸۷۲
۱۸۷۳
۱۸۷۴
۱۸۷۵
۱۸۷۶
۱۸۷۷
۱۸۷۸
۱۸۷۹
دهه ۱۸۶۰
۱۸۶۰
۱۸۶۱
۱۸۶۲
۱۸۶۳
۱۸۶۴
۱۸۶۵
۱۸۶۶
۱۸۶۷
۱۸۶۸
۱۸۶۹
دهه ۱۸۵۰
۱۸۵۰
۱۸۵۱
۱۸۵۲
۱۸۵۳
۱۸۵۴
۱۸۵۵
۱۸۵۶
۱۸۵۷
۱۸۵۸
۱۸۵۹
دهه ۱۸۴۰
۱۸۴۰
۱۸۴۱
۱۸۴۲
۱۸۴۳
۱۸۴۴
۱۸۴۵
۱۸۴۶
۱۸۴۷
۱۸۴۸
۱۸۴۹
دهه ۱۸۳۰
۱۸۳۰
۱۸۳۱
۱۸۳۲
۱۸۳۳
۱۸۳۴
۱۸۳۵
۱۸۳۶
۱۸۳۷
۱۸۳۸
۱۸۳۹
دهه ۱۸۲۰
۱۸۲۰
۱۸۲۱
۱۸۲۲
۱۸۲۳
۱۸۲۴
۱۸۲۵
۱۸۲۶
۱۸۲۷
۱۸۲۸
۱۸۲۹
دهه ۱۸۱۰
۱۸۱۰
۱۸۱۱
۱۸۱۲
۱۸۱۳
۱۸۱۴
۱۸۱۵
۱۸۱۶
۱۸۱۷
۱۸۱۸
۱۸۱۹
دهه ۱۸۰۰
۱۸۰۰
۱۸۰۱
۱۸۰۲
۱۸۰۳
۱۸۰۴
۱۸۰۵
۱۸۰۶
۱۸۰۷
۱۸۰۸
۱۸۰۹